# Marguerite Pindling
Marguerite Pindling McKenzie (n. Andros Sur, Bahamas, 26 de junio de 1932) es una política bahameña. Desde el 8 de julio de 2014 hasta el 28 de junio de 2019 fue la Gobernadora General de la Mancomunidad de las Bahamas, teniendo en su gabinete como primer ministro a Perry Christie (2012-2017), y posteriormente a Hubert Minnis, electo el 11 de mayo de 2017. Sucedió a Arthur Foulkes en el puesto.
Es viuda del abogado y político que ocupó por primera vez el cargo de primer ministro en el país (1973-1992), Sir Lynden Pindling.